# Gotlands Flygklubb
Gotlands Flygklubb, GFK, bildades 1939 och är hemmahörande i Visby på Gotland. Klubben har både motor- och segelflygsektion. Egen hangar med verkstad finns på Visby flygplats.

## Historia
Segelflygverksamheten hyrde under ett 20-tal somrar, fram till år 2012, ett flygfält med hangar och klubbstuga i närheten av samhället Bjärges.

## Flygplanspark

### Motorflygplan
- SE-KNZ Socata TB10
- SE-KBF Socata TB10
- SE-CRF Piper Colt PA-22
- F-GSAD Socata TB9

### Segelflygplan
- SE-UVN Super Dimona
- SE-UBU SF-25C
- SE-UHG Twin Astir Trainer
- SE-TSX Astir CS 77
- SE-TCX K8b (privatägt men nyttjas av klubben)

### Veteranflygplan
- Sorken Schneider SG-38

## Frivilliga Flygkåren
Frivilliga Flygkåren använder GFK:s flygplan för sjöbevakning och skogsbrandbevakning.